# Ocell sastre front-rogenc
L'ocell sastre front-rogenc (Orthotomus frontalis) és una espècie d'ocell passeriforme que pertany a la família Cisticolidae endèmica de les Filipines, a l'oceà Pacífic.

## Distribució i hàbitat
És una espècie endèmica del sud de l'arxipèlag filipí. Es troba únicament a les illes de Mindanao, Samar, Leyte, Bohol i Basilán.
L'hàbitat natural són els boscos humits tropicals de terres baixes i els manglars.